# Zauía de Illigh
Zaouia de Illigh, fue una cofradía sufí islámica fundada por Abou Hassoun Semlali a principios del siglo XVII tras las guerras internas que desde 1603 involucraron a la Dinastía Saadí. Esta, se apoderó del sur del país (zona de Souss), donde se erigió como un reino independiente hasta que en 1680 Marruecos lo conquistó, aunque quedó parte de su estructura tribal.